# Monotaxis
Monotaxis es un género con 19 especies de plantas con flores perteneciente a la familia de las Euphorbiaceae.

## Taxonomía
El género fue descrito por Adolphe Theodore Brongniart y publicado en Voyage Autour du Monde 223. 1829. La especie tipo es: Monotaxis linifolia Brongn

## Especies
| - Monotaxis bracteata - Monotaxis cuneifolia - Monotaxis ericoides - Monotaxis gracilis - Monotaxis grandiflora - Monotaxis linifolia - Monotaxis lurida - Monotaxis luteiflora - Monotaxis macrophylla - Monotaxis megacarpa | - Monotaxis neesiana - Monotaxis occidentalis - Monotaxis oldfieldii - Monotaxis paxii - Monotaxis porantheroides - Monotaxis simplex - Monotaxis stowardii - Monotaxis tenuis - Monotaxis tridentata |